# 格魯呂
格魯呂（挪威語：Grorud）是挪威首都奧斯陸的一個区。格魯呂下面分為六個分区。格魯呂是奧斯陸人口最少的區，只有不到3萬人的人口。